# Valero Serer
Valero Serer Pascual (Valencia, 2 novembre 1932 – 31 luglio 2022) è stato un calciatore spagnolo, di ruolo attaccante. È il miglior marcatore della storia del Gimnàstic de Tarragona con 181 reti in 328 partite..

## Biografia
Anche suo fratello Salvador Serer fu un calciatore.

## Carriera
Dopo aver giocato nel Mestalla e nel Gandía, nel 1956 arrivò al Real Saragozza. Contribuì subito alla promozione del club aragonese in prima divisione, segnando 11 reti nella sua prima stagione.. Disputò poi altre quattro stagioni nella Liga spagnola, trovando però progressivamente sempre meno spazio in squadra.
Nel febbraio 1959 si trasferì quindi al Gimnàstic de Tarragona. Il trasferimento fu particolare in quanto Serer lasciò una squadra che era in Prima Divisione per giocare per l'ultima classificata del proprio girone di Terza Divisione. Aiutò subito la squadra a salvarsi con 7 gol in otto partite.
Serer militò nel Gimnàstic per dieci anni, diventando una leggenda del club e il miglior marcatore nella storia della società di Tarragona con 181 gol.